# (34382) 2000 RG56
2000 RG56 (asteroide 34382) é um asteroide da cintura principal. Possui uma excentricidade de 0.07005650 e uma inclinação de 7.42097º.
Este asteroide foi descoberto no dia 6 de setembro de 2000 por LINEAR em Socorro.